# Trichosporiella paludigena
Trichosporiella paludigena är en svampart som först beskrevs av Golubev & Blagod., och fick sitt nu gällande namn av de Hoog, Rant.-Leht. & M.T. Sm. 1985. Trichosporiella paludigena ingår i släktet Trichosporiella, ordningen disksvampar, klassen Leotiomycetes, divisionen sporsäcksvampar och riket svampar.   Inga underarter finns listade i Catalogue of Life.